# Emma Bell

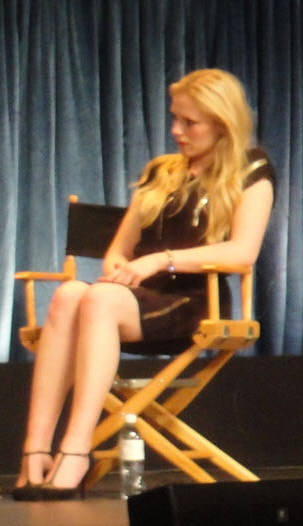
Emma Bell in 2011

Emma Jean Bell (Woodbury (New Jersey), 17 december 1986) is een Amerikaans actrice.

## Biografie
Bell werd geboren in Woodbury (New Jersey) en groeide op in Hunterdon County. Zij doorliep de highschool aan de Hunterdon Central Regional High School in Flemington (New Jersey). Op zestienjarige leeftijd verhuisde zij naar New York waar zij ging studeren aan de Performing Arts High School in Manhattan (New York).
Bell maakte in 2004 haar acteerdebuut met een eenmalige gastrol als 'Pamela Stewart' in de televisieserie Third Watch. Haar filmdebuut volgde in 2007, als 'Kate Dorset' in Gracie. Hoewel niet exclusief, verschijnt Bell regelmatig in horrorfilms en -series.

## Filmografie

### Films
Uitgezonderd korte films.
- 2021 Why? - als Dana
- 2020 The Argument - als Lisa
- 2019 Why? - als Dana
- 2019 Deviant Love - als Jamie
- 2019 Plus One - als Perfect Maid of Honor
- 2017 Different Flowers - als Millie
- 2016 A Quiet Passion - als jonge Emily Dickinson
- 2014 Bipolar – als Anna
- 2013 Life Inside Out – als Keira
- 2012 Midnight Sun – als Rory Harring
- 2011 Final Destination 5 – als Molly Harper
- 2011 Reconstruction – als ??
- 2010 Hatchet II – als Parker O'Neil
- 2010 Elektra Luxx – als Eleanore Linbrook
- 2010 Frozen – als Parker O'Neil
- 2008 Death in Love – als jong meisje
- 2007 New York City Serenade – als Melinda
- 2007 Gracie – als Kate Dorset
- 2006 The Favor – als Jenny

### Televisieseries
Uitgezonderd eenmalige gastrollen.

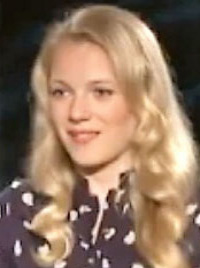
Emma Bell in 2011

- 2016-2017 Relationship Status - als Claire - 7 afl.
- 2013-2014 Dallas – als Emma Brown – 30 afl.
- 2010-2012 The Walking Dead – als Amy – 6 afl.
- 2006 The Bedford Diaries – als Rachel Fein – 5 afl.

- Biblioteca Nacional de España: XX5149659
- Bibliothèque nationale de France: cb16552706c (data)
- Gemeinsame Normdatei: 1254752412
- International Standard Name Identifier: 0000 0000 8555 6243
- Library of Congress Control Number: no2010155121
- Virtual International Authority File: 123590445
- WorldCat: E39PBJhRDpm6MvCwGfkBcyFtKd